# Cerata

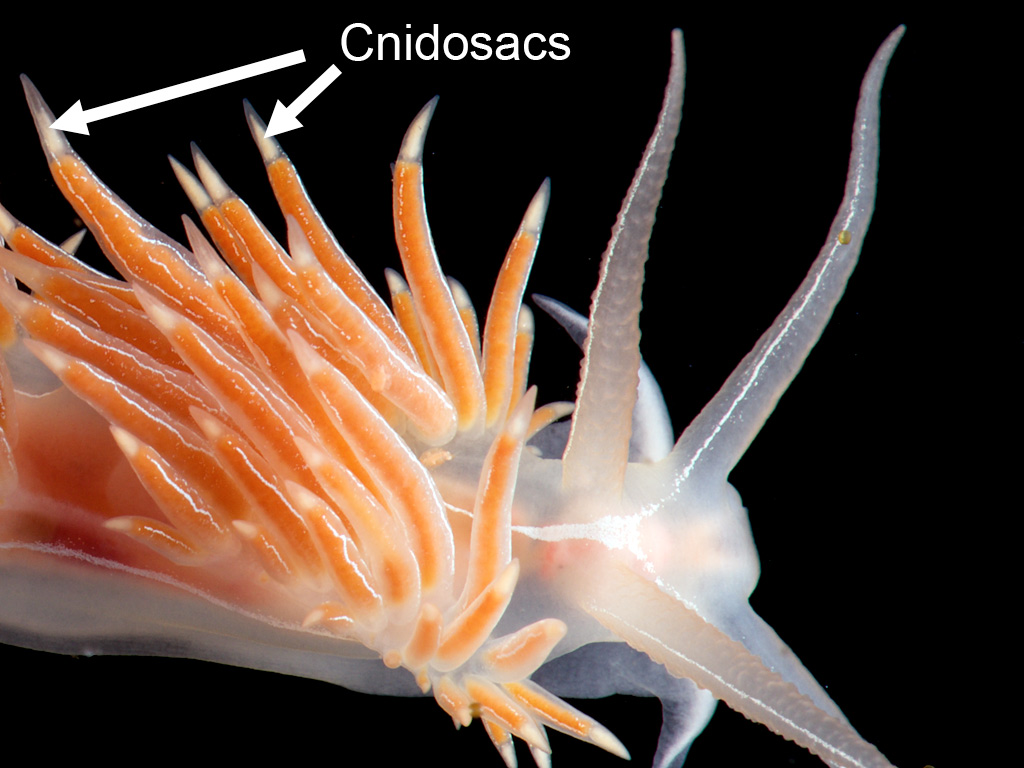
Détail du nudibranche Flabellina aff. lineata montrant ses cérates et cnidosacs.

Les cérates — appelé également cerata ou papilles dorsales — sont des structures anatomiques des mollusques opisthobranches. Ce sont des appendices ou expansions dorsaux ou latéraux de formes variées. L'origine étymologique est grecque : κέρας signifie « corne ». 
Suivant les espèces, les cérates peuvent jouer un rôle à la fois respiratoire, digestif et défensif, en concentrant les cellules urticantes des animaux venimeux qu’elles consomment (principalement des cnidaires, notamment des hydraires). Les cérates peuvent être alignés régulièrement, former des touffes ou disposés de manière plus ou moins anarchique. 

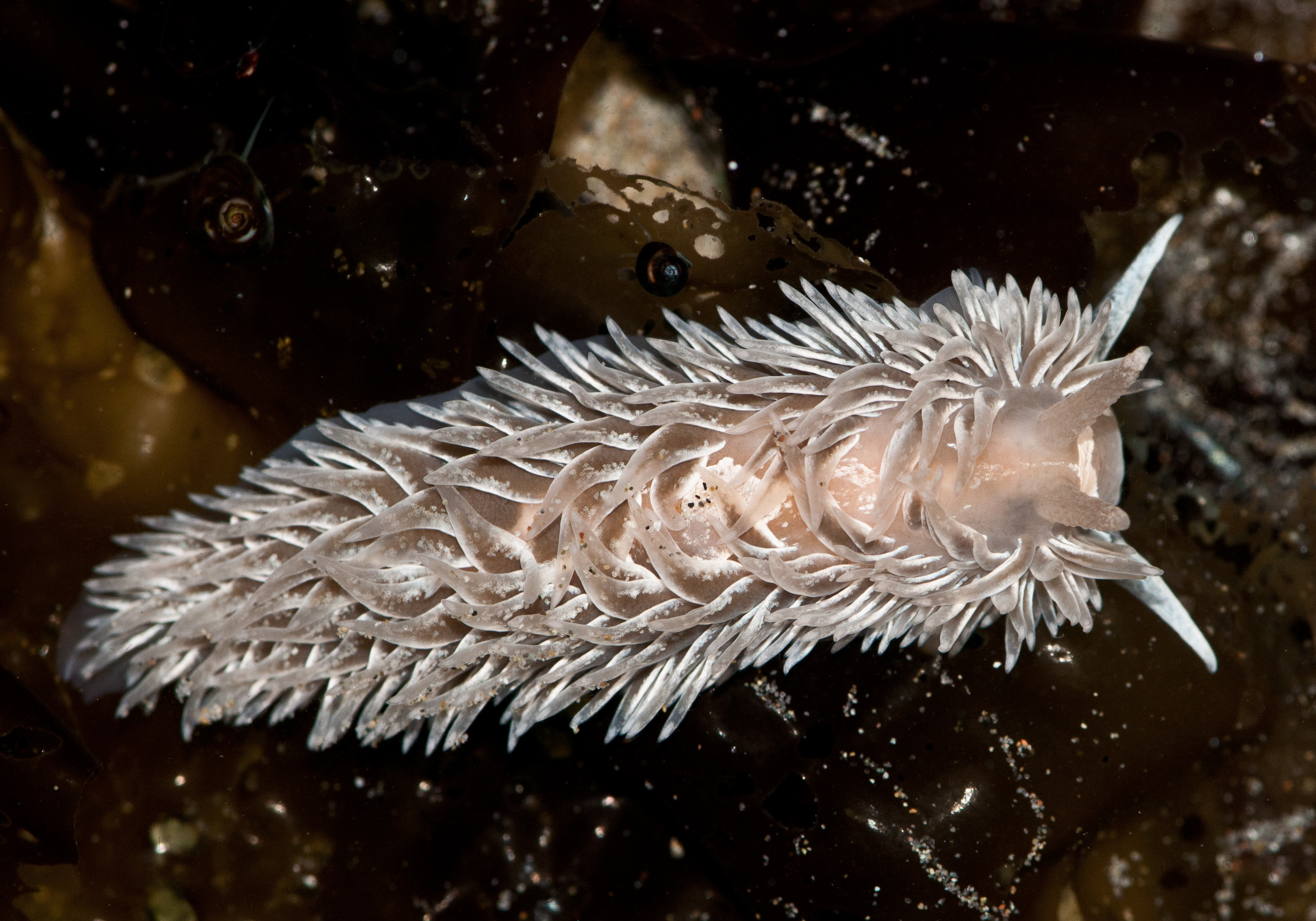
Aeolidia papillosa (Aeolidiidae)
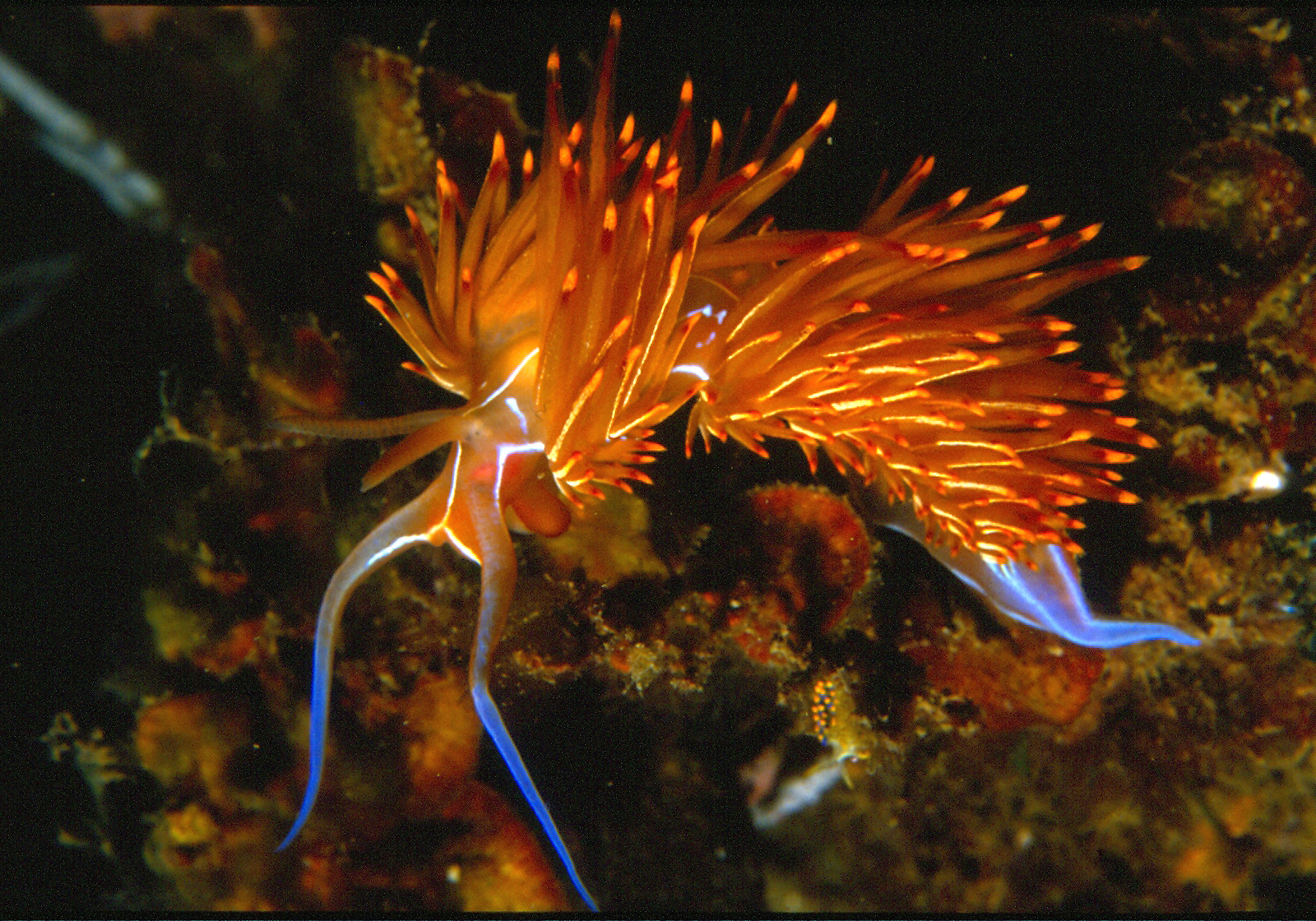
Dondice banyulensis (Facelinidae)
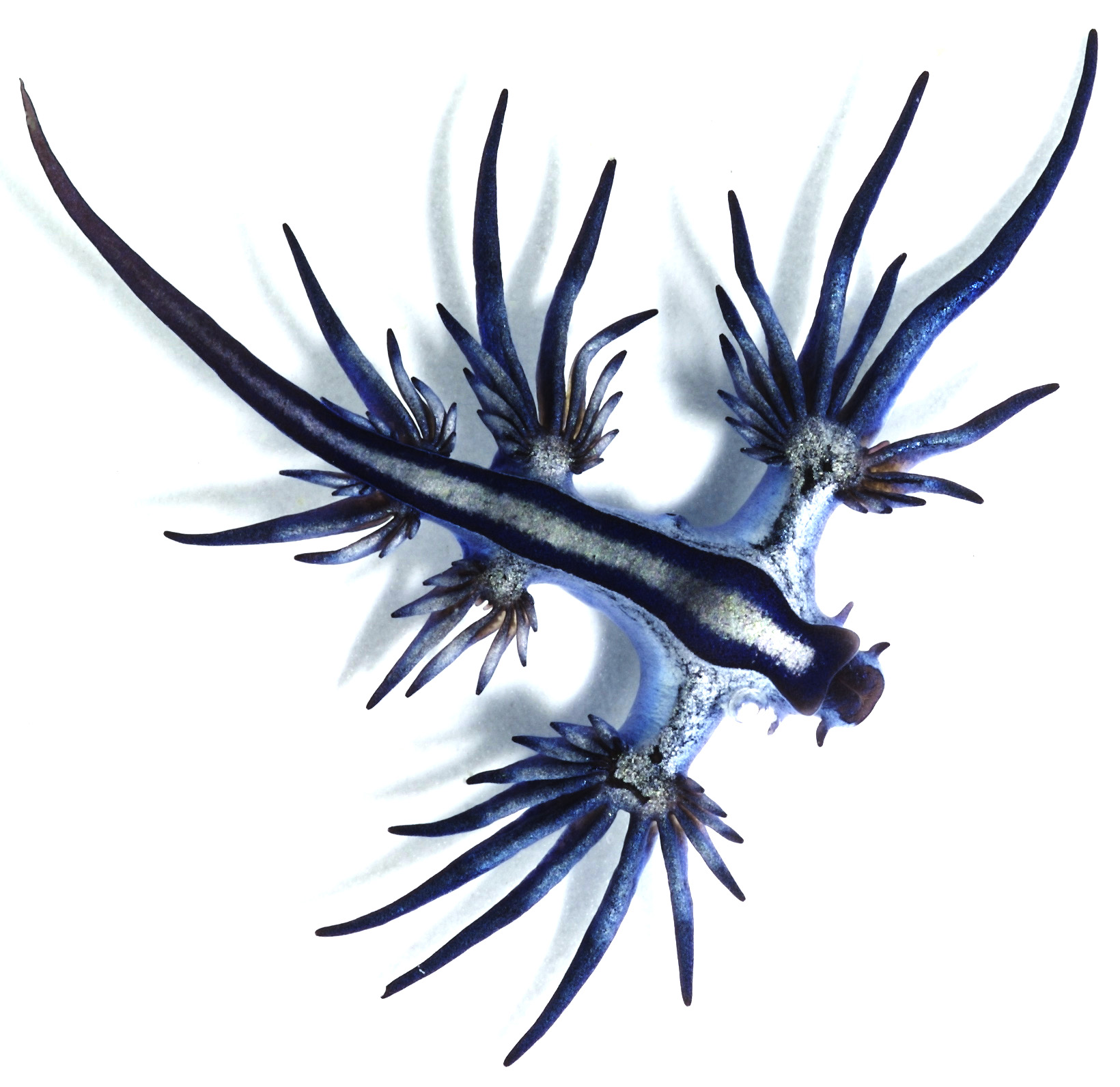
Glaucus atlanticus (Glaucidae)
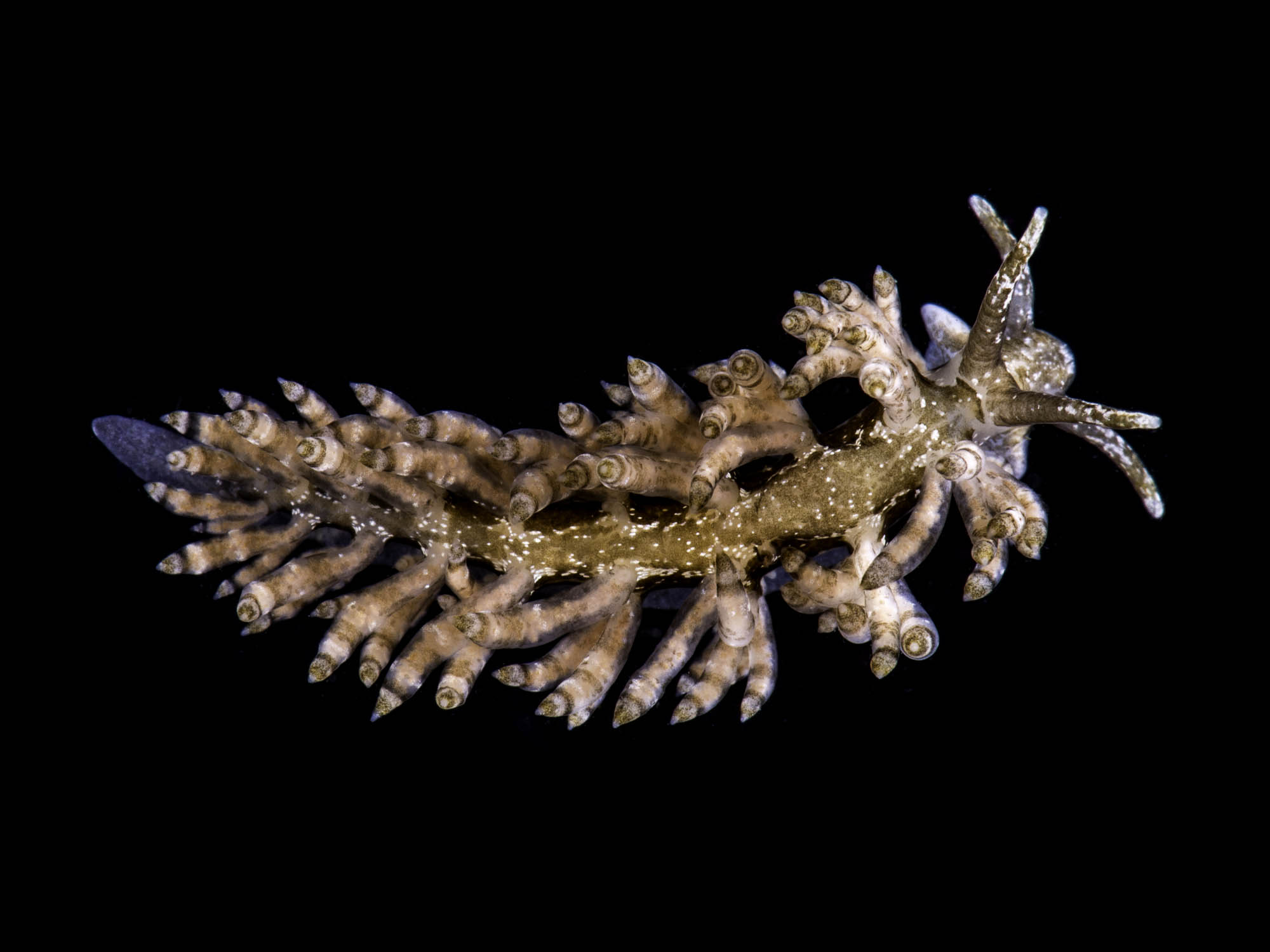
Eubranchus vittatus (Eubranchidae)
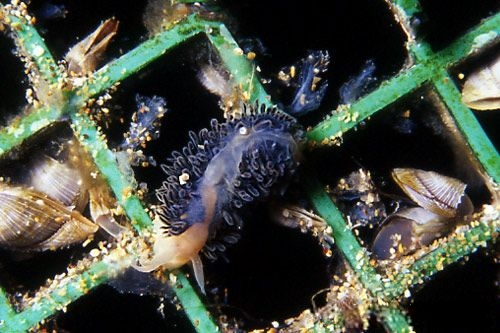
Fiona pinnata (Fionidae)
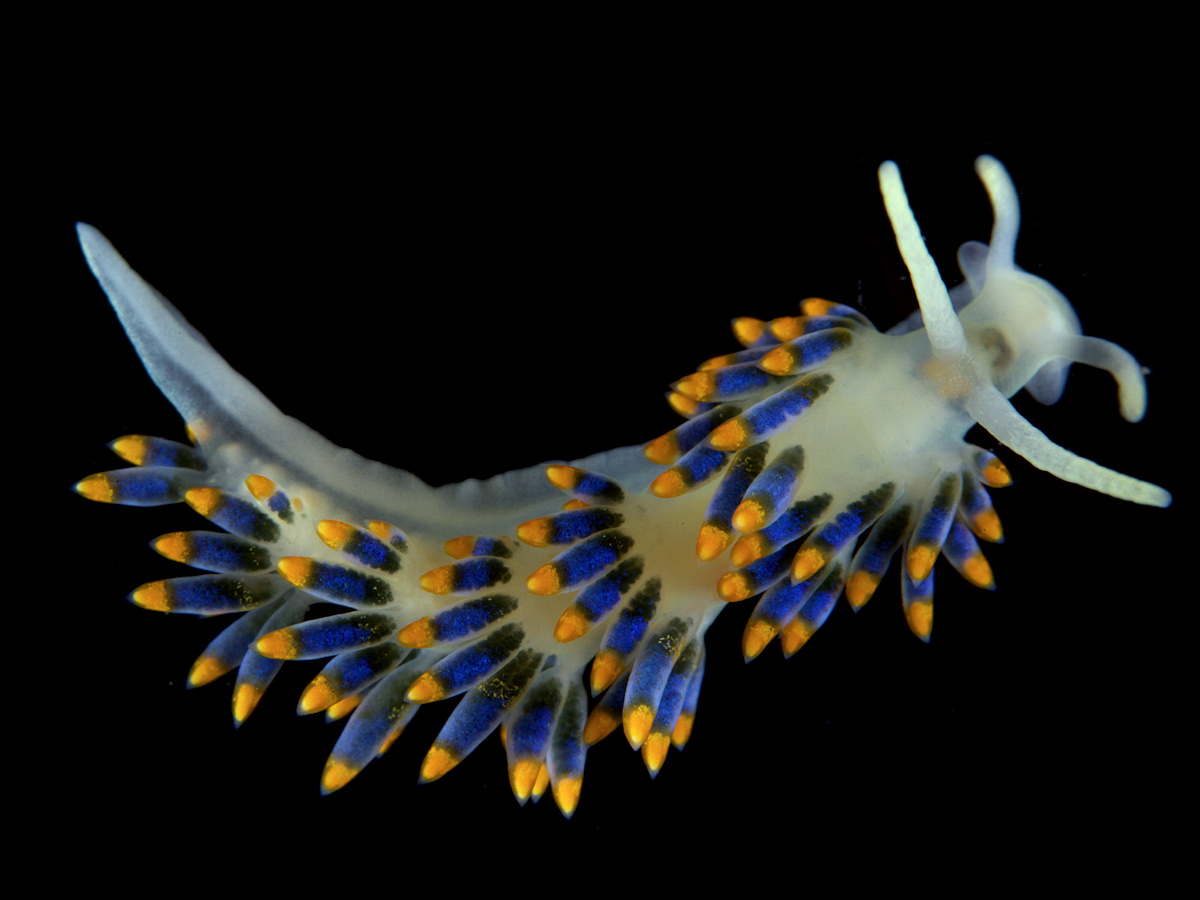
Cuthona caerulea (Tergipedidae)
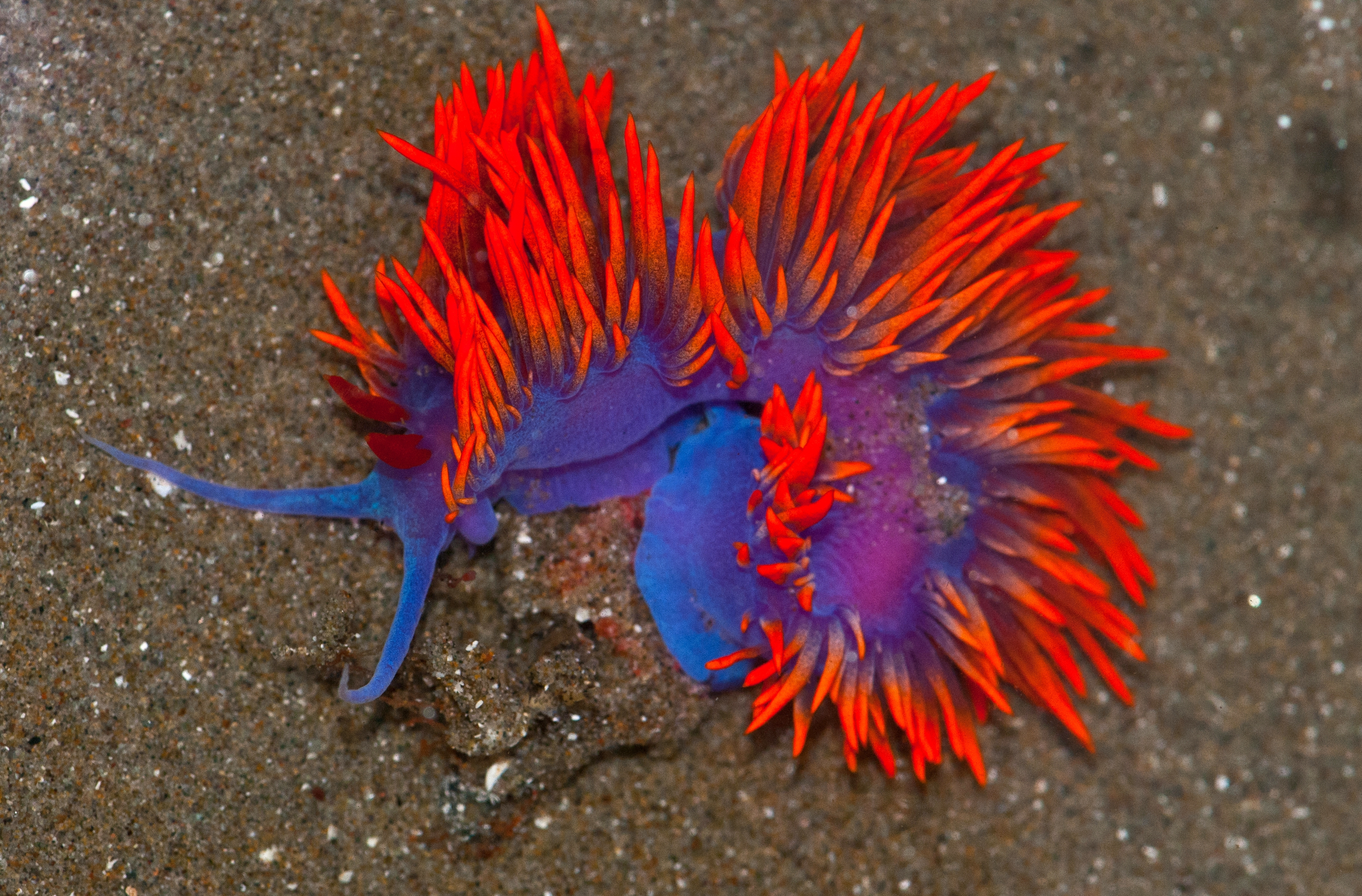
Flabellina iodinea (Flabellinidae)
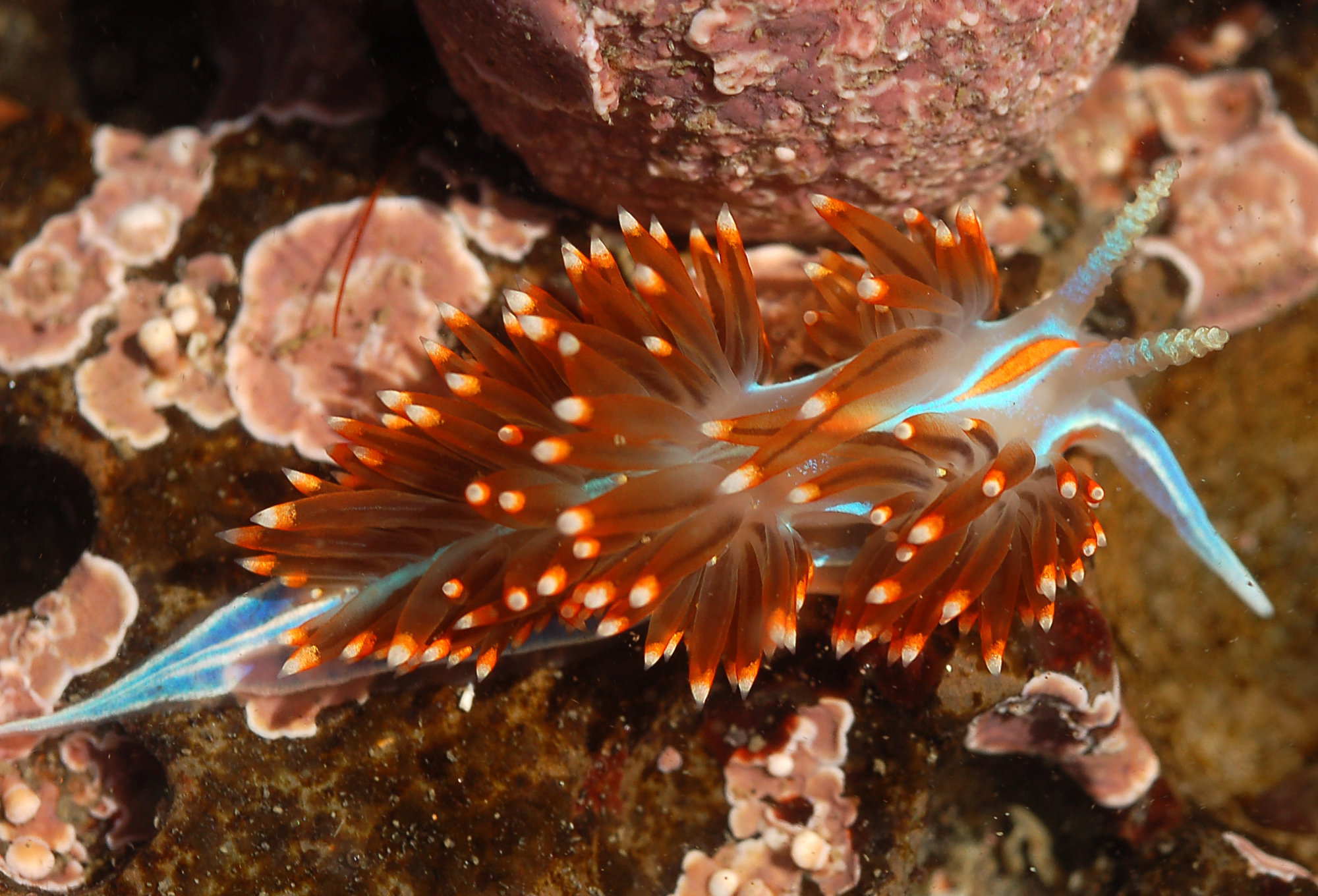
Hermissenda crassicornis
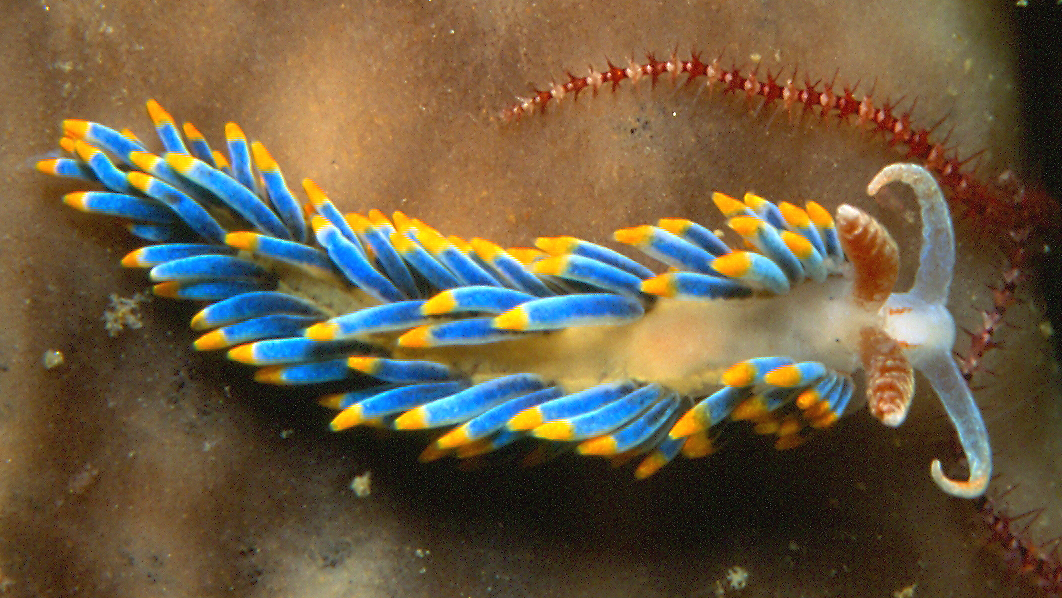
Berghia coerulescens
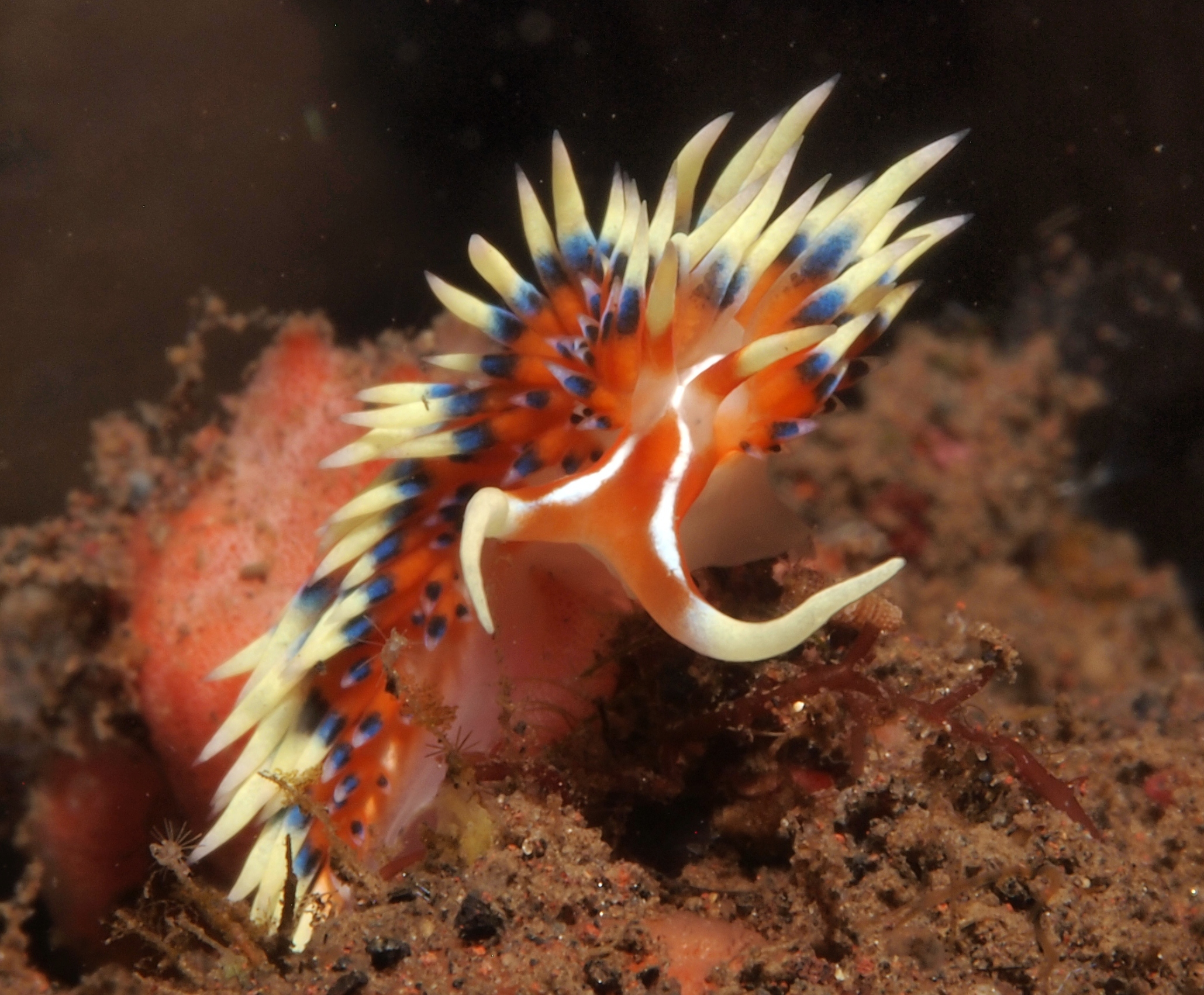
Phidiana indica
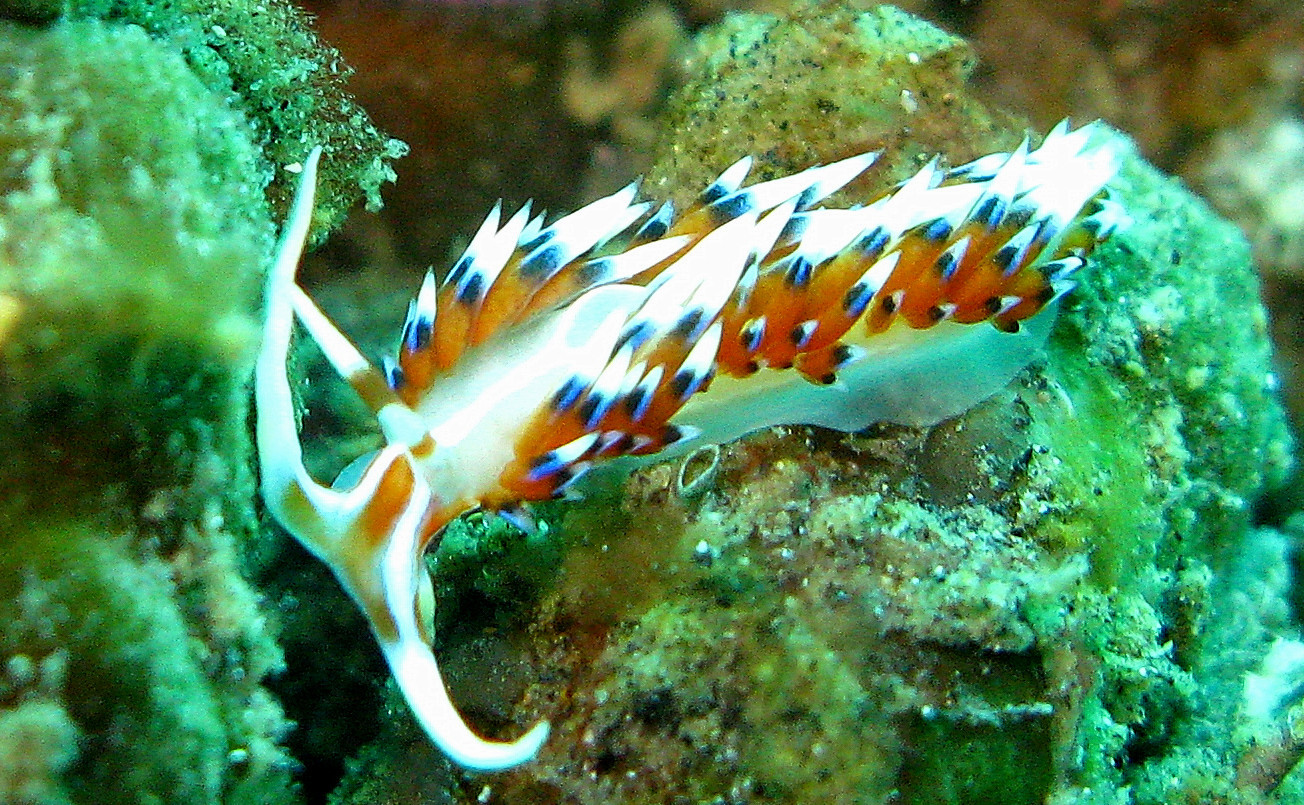
Favorinus tsuruganus